# José Alberti
José Alberti Loyarte (Las Piedras, 29 marzo 1997) è un calciatore uruguaiano, centrocampista dei Jeonnam Dragons.

## Caratteristiche tecniche
È un esterno destro.

## Carriera
Cresciuto nel settore giovanile della Juventud, ha esordito in prima squadra il 28 agosto 2016 disputando l'incontro di Primera División Profesional vinto 2-0 contro il Sud América. L'11 febbraio 2020 è passato al Boston River.